# Sophie-von-Brabant-Schule
Die Sophie-von-Brabant-Schule ist eine Grund- und Mittelstufenschule in Marburg in Oberhessen.

## Geschichte
Die Sophie-von-Brabant-Schule ist 2012 aus der Theodor-Heuss-Schule (Standort Willy-Mock-Straße) und der Friedrich-Ebert-Schule (Standort Uferstraße) hervorgegangen. Ihre Namenspatronin ist Sophie von Brabant, die Tochter der Elisabeth von Thüringen. Sophie von Brabant gründete im 13. Jahrhundert in Marburg die Landgrafschaft Hessen.

## Architektur
Das Gebäude in der Uferstraße 18 wurde 1904 bis 1906 während der Zugehörigkeit Marburgs zu Preußen im Stil der Neorenaissance errichtet und zuletzt von der Friedrich-Ebert-Schule genutzt, die in die Sophie-von-Brabant-Schule aufgegangen ist. Es steht unter Denkmalschutz und ist Teil des ebenfalls denkmalgeschützten Gesamtensembles Biegenviertel gemeinsam mit der Martin-Luther-Schule und dem Kunstmuseum Marburg (vergleiche Liste der Kulturdenkmäler in Marburg).

## Besonderes pädagogisches Konzept
Die Sophie-von-Brabant-Schule verbindet die Schultypen Grundschule, Hauptschule und Realschule unter einem Dach und hat ein besonderes integratives Schulprofil entwickelt: Bereits im Jahr 2000 erfolgte die Zertifizierung als Europaschule. 2009 wurde der Schulversuch „Abschlussoffene Haupt- und Realschule“ durch das Hessische Kultusministerium genehmigt. Weiterhin ist sie Ganztagsschule und eine Schule mit musikalischem Schwerpunkt. Es gibt drei Sprachintensivklassen (eine im Grundschulbereich, zwei im Sekundarbereich). Ein weiterer Schwerpunkt ist die Berufsorientierung ab der Klasse 8.

## Förderverein
Aktive Elternvertreter unterstützen vielfältige schulische und außerschulische Belange, etwa die Schülerbibliothek und den Instrumentalunterricht.